# Matilde Palazzesi
Matilde Palazzesi, verh. Savinelli, auch Palazzesi-Savinelli (* 1. März 1802 in Montecarotto; † 3. Juli 1842 in Barcelona) war eine italienische Opernsängerin (Sopran) und Primadonna.

## Leben
Matilde Palazzesi erhielt in Pesaro (Italien) Gesangsunterricht von Giacomo Solarto. 1824 debütierte sie an der Dresdner Hofoper in der Titelrolle von Rossinis Oper Zelmira und blieb dort, von Francesco Morlacchi engagiert, bis zur Auflösung der Italienischen Oper im Jahr 1832. Zur Ehrung ihrer sängerischen Leistungen erhielt sie den Titel „Königlich Sächsische Kammersängerin“. Ab 1832 tourte sie durch Deutschland und gab zahlreiche Gastspiele in Italien, wo sie in mehreren Uraufführungen mitwirkte, u. a. auf den Bühnen des Teatro Carlo Felice in Genua, der Mailänder Scala, am Opernhaus von Valencia, dem Teatro della Pergola Florenz oder dem Teatro Regio di Parma. Von 1841 bis 1842 war sie am Teatro Principal Barcelona (Spanien) engagiert und starb dort nach langer Krankheit auf dem Höhepunkt ihrer Karriere. Matilde Palazzesi heiratete in Valencia am 5. August 1834 den Flötisten und Komponisten Angelo Savinelli (1800–1870).

## Rollen (Auswahl)
- Palmide in Il Crociato in Egitto von Giacomo Meyerbeer
- Titelrolle der Oper Ines de Castro von Giuseppe Persiani
- Elvira in I Puritani von Vincenzo Bellini
- Telaira in Ferdinand Cortez von Gaspare Spontini
- Amalia in Il nuovo Figaro von Luigi Ricci
- Elisabetta in Il Conte d’Essex von Saverio Mercadante (in der Uraufführung am 10. März 1833)
- Titelrolle in Semiramide von Gioachino Rossini
- Titelrolle in Norma von Bellini
- Bianca in I due illustri rivali von Mercadante